# 經驗
經驗（英語：Experience）一般是指有意識的事件，更具體地說是指知覺，或由這些有意識的過程產生的實踐知識和熟悉程度。在最廣泛的意義上被理解為有意識的事件，經驗涉及主題，各種項目都被呈現在該些主題上。從這個意義上說，在樹枝上看到一隻黃色的鳥，將主體與對象“鳥”和“樹枝”，以及它們與屬性“黃色”之間的關係呈現出來。虛幻事物也可能包括在內，這發生在經歷幻覺或夢境時。當在更狹隘的意義上理解時，只有感官意識才算作經驗。從這個意義上說，經驗通常與感知相一致，並與其他類型的意識事件（如思考或想像）形成對比。在稍微不同的意義上，經驗不是指有意識的事件本身，而是指它們產生的實踐知識和熟悉程度。從這個意義上說，重要的是與外部世界的直接感知接觸是知識的來源。所以一個有經驗的徒步旅行者是一個真正經歷過多次徒步旅行的人，而不是一個只閱讀很多關於徒步旅行的書籍的人。這與反覆的過去相識和透過他們學到的能力有關。
或者可以這麼說，經驗是透過感知和學習獲得的知識和行為，或者，在“生活經驗”的意義上，一個人曾經擁有的所有經驗的總和，包括它們的處理過程。
許多關於經驗本質的學術辯論都將經驗作為有意識的事件，無論是廣義的還是狹義的。該領域的一個重要主題是所有經驗是否都是有意的，即是否針對與自身不同的對象。另一個爭論的焦點是是否存在非概念性經驗，如果存在，它們在證明信念方面可以發揮什麼作用。一些理論家聲稱體驗是透明的，這意味著體驗的感覺只取決於體驗中呈現的內容。其他理論家透過指出重要的不僅是呈現的內容，還包括呈現的方式來駁斥這一主張。
學術文獻中討論了各種經驗。例如，知覺體驗透過感官記錄和傳遞的刺激來表徵外部世界。另一方面，情節記憶的體驗涉及重溫以前經歷過的過去事件。在想像體驗中，物體的呈現並非旨在展示事物的實際情況。思想體驗涉及心智表徵和訊息處理，在這些過程中，想法或命題被娛樂、判斷或聯繫起來。愉快是指感覺良好的體驗。它與情緒體驗密切相關，情緒體驗還具有評價、生理和行為成分。心境與情緒相似，一個主要區別是情緒缺乏在情緒中發現的特定對象。有意識的慾望涉及想要某物的體驗。它們在能動（英語：agency）體驗中發揮著核心作用，在此過程中形成意圖、計劃行動方案以及做出和實現決策。非尋常體驗是指與普通清醒狀態下的體驗顯著不同的罕見體驗，如宗教體驗、靈魂出竅或瀕死體驗。
經驗在各個學科中都有討論。現象學是研究經驗結構和內容的科學；它使用懸置等方法進行探討。認識論對感官體驗特別感興趣；該領域的一個重要傳統討論涉及所有知識是否都像經驗主義者聲稱的那樣基於感官經驗，或者是否像理性主義者所主張的那樣。這與經驗在科學中的作用密切相關，在科學中，經驗被認為是相互競爭的理論之間的中立仲裁者。在形而上學中，經驗涉及心物問題和意識難題，兩者都試圖解釋物質與經驗之間的關係。在心理學中，一些理論家認為所有概念都是從經驗中學到的，而另一些理論家則認為有些概念是天生的。